# Fundacja Aktywności Zawodowej
Fundacja Aktywności Zawodowej – organizacja pozarządowa utworzona w 2008 roku, która skupia swoją działalność wokół aktywizacji i rehabilitacji zawodowej osób zagrożonych wykluczeniem społecznym, w szczególności osób z niepełnosprawnością. 
Fundacja działa od 2008 roku, posiada status organizacji pożytku publicznego, nie prowadzi działalności gospodarczej, nie działa dla zysku. Działania Fundacji przede wszystkim polegają na pośrednictwie pracy, w tym doradztwie zawodowym, wsparciu psychologicznym, organizowaniu szkoleń zawodowych oraz staży. Fundacja organizuje również giełdy pracy.

## Opis działalności

### Zasięg działalności
Fundacja posiada swoją główną siedzibę w Gdańsku, a także oddział w Katowicach.

### Członkowie zarządu
- Paweł Czapliński - prezes Zarządu
- Hanna Czaplińska - wiceprezes
- Michał Czapiewski - wiceprezes

### Rada Fundacji
- Marek Wikiera
- Dariusz Witt
- Piotr Pełka